# Jean-Paul Hanquier
Jean-Paul Hanquier (12 de mayo de 1953) es un deportista francés que compitió en piragüismo en la modalidad de aguas tranquilas.
Ganó una medalla de plata en el Campeonato Mundial de Piragüismo de 1978, en la prueba de K2 10 000 m. Participó en los Juegos Olímpicos de Montreal 1976, donde finalizó cuarto en la prueba de K2 1000 m.

## Palmarés internacional
| Campeonato Mundial | Campeonato Mundial    | Campeonato Mundial | Campeonato Mundial |
| Año                | Lugar                 | Medalla            | Competición        |
| ------------------ | --------------------- | ------------------ | ------------------ |
| 1978               | Belgrado (Yugoslavia) | Medalla de plata   | K2 10 000 m        |